# Soko Friedhof
Soko Friedhof ist ein Berliner Musikprojekt des Untoten-Mitglieds David A. Line. Auffallend ist die Verwendung von Filmzitaten und die humoristische Aufbereitung gängiger Klischees der Schwarzen Szene. David A. Line bezeichnet seine Band Untoten auf der Soko-Friedhof-Website als die „Feier“, während Soko Friedhof „das Kotzen danach“ sei.

## Bandgeschichte
David A. Line war einige Zeit mit seinem Freund Demian im Berliner Club Geschlossene Anstalt als DJ tätig. Die vorgefertigten Sampler langweilten sie, also riefen sie etwa 1997 SOKO Friedhof ins Leben, um ihre eigene Clubmusik zu kreieren. Erste David A. Line Elextro-Experiments wurde in den Projekten Engelwerk (Vorgänger von Soko Friedhof) und Candy’s Trash till Death (Vorgänger von Paloma im Blute) gestartet. Grabschönheiten, die erste CD, wurde mithilfe eines Drumcomputers und diverser Filmsamples erstellt und 1999 ihrem Magazin Das Maul beigelegt. 2001, etwas mehr als ein Jahr nach Grabschönheiten, wurde das Album Im Beichtstuhl der Begierde veröffentlicht.
Im Sommer des Jahres 2001 beging ein Satanistenpaar aus Witten, das einen Soko-Friedhof-Aufkleber auf ihrem Auto hatte, einen Ritualmord, wodurch die Band in den Medien als mitschuldig für jenen galt (siehe Mordfall von Witten). Unter anderem als Reaktion darauf entstand 2002 das Album Die Geschichte eines Werwolfs, in dem sowohl die Frage, ob Kunst für die Taten, die ihre Bewunderer vollbringen, verantwortlich zu machen ist als auch David A. Lines Lieblingsbuch Berlin Alexanderplatz verarbeitet werden.
Darauffolgend wurde die Splitveröffentlichung Untoten vs. Soko Friedhof produziert, welche die Zwischenzeit bis zum nächsten Album füllen sollte, da David A. Line zu dem Zeitpunkt mit seinem Untoten-Projekt Grabsteinland beschäftigt war.
Die 2004 veröffentlichte CD Blutrünstiges Mädchen war mit diversen Club-Hits, beispielsweise Blutrünstiges Mädchen und Blutsauger (Und du kommst…), die bisher erfolgreichste Platte. Aufgrund des erreichten Beliebtheitsgrades hielt es David 2005 ebenfalls für angemessen, ein Best Of herauszubringen.
2006 entstand schließlich das Album Jesussaft. Am 7. Dezember 2007 erschien das neue Album Klingeltöne Satans.
2008 untersagte Meinhard Hüsemann, der Bürgermeister der Stadt Nordhorn, ein Konzert der Gruppe im örtlichen Jugendzentrum. In einer Stellungnahme gab er als Gründe unter anderem jugendgefährdende Textstellen an.
Von 2011 bis 2015 war die Musikerin und Künstlerin Maria Von Lilienstein fester Bestandteil der Band und neben der Gesangsperformance auch für die Grafik von Soko Friedhof zuständig. Maria verließ die Band 2015, um sich ihren eigenen Projekten zu widmen.
Beim WGT 2015 in Leipzig hatte Lilith Munster ihr Live-Debüt mit Soko Friedhof.

## Diskografie

### Alben
- 1999: Grabschönheiten
- 2001: Im Beichtstuhl der Begierde
- 2002: Die Geschichte eines Werwolfs
- 2004: Blutrünstiges Mädchen
- 2006: Jesussaft
- 2007: Klingeltöne Satans
- 2008: Wer hat Angst vor...
- 2009: Totengräber
- 2010: Mord
- 2011: Drom (Mord 2)
- 2011: Back to Schwarz Vol. 1
- 2012: Ghosts of Berlin
- 2013: Black Magic
- 2015: Satan and I
- 2016: Devils Mark
- 2018: Mondo Cannibale
- 2022: In 3 Teufelsnamen

### Sonstiges
- 1998: Dresscode Black I
- 2002: Untoten vs. Soko Friedhof – Dresscode Black II: Get into the Goth Club (Split-Veröffentlichung mit Untoten)
- 2003: Im Beichtstuhl der Begierde (Re-Release)
- 2005: Grabschönheiten (Re-Release)
- 2005: Best Of
- 2010: Very Best Of